# Gerhard Walter (Jurist)
Gerhard Walter (* 6. Februar 1949 in Freudenstadt) ist ein deutscher Jurist, Hochschullehrer und Autor.

## Leben und Wirken
Gerhard Walter legte 1967 in Tübingen sein Abitur ab. An der Universität Tübingen und in Berlin studierte er von 1967 bis 1971 Jurisprudenz. Seine Anwaltsprüfung und die Promotion erfolgten 1974. Seine Dissertation ist betitelt Das Unmittelbarkeitsprinzip bei der fiduziarischen Treuhand.
Bis 1979 hatte Walter eine Assistentenstelle in Tübingen inne. Dort habilitierte er sich im Jahre 1978 mit einer Arbeit zur freien Beweiswürdigung. Die Venia legendi erhielt er für die Fächer Bürgerliches Recht sowie in- und ausländisches Prozessrecht. 
Ab 1979 hatte Gerhard Walter an der Universität Konstanz den Lehrstuhl für Bürgerliches Recht, Handelsrecht und Zivilprozessrecht inne. Am Landgericht Konstanz wirkte er als nebenamtlicher Richter. 1987 wurde er als Ordinarius für Zivilprozessrecht und Privatrecht an die Universität Bern berufen. Dort war er Direktor des Instituts für Internationales Privat- und Verfahrensrecht und während zweier Jahre Vizerektor.
Teils als Gastprofessor wirkte Walter regelmäßig in Italien, er arbeitete auch in den USA, in Japan und in China. Er präsidierte die Disziplinarkammer für Doping-Fälle von Swiss Olympic. Im Jahre 2009 trat er als Professor zurück. 
Gerhard Walter veröffentlichte eine Reihe von Fachschriften, u. a. zum Eherecht und zum Familienrecht, zum Kaufrecht, zur Schiedsgerichtsbarkeit (teilweise mit Karl-Heinz Schwab) sowie zum Zivilprozessrecht der Schweiz. Manche der Titel erfuhren im Laufe der Jahre mehrere Neuauflagen.

## Werke (Auswahl)

### Autorschaft
- Freie Beweiswürdigung. Eine Untersuchung zu Bedeutung, Bedingungen und Grenzen der freien richterlichen Überzeugung. Habilitationsschrift. Mohr, Tübingen 1979, ISBN 3-16-641572-6.
- Kaufrecht. Mohr, Tübingen 1987, ISBN 3-16-645251-6.
- Mit Fritz Baur: Einführung in das Recht der Bundesrepublik Deutschland. 5., neubearbeitete und erweiterte Auflage. Beck, München 1987 / Wissenschaftliche Buchgesellschaft, Darmstadt 1987.
- Internationales Zivilprozessrecht der Schweiz. Ein Lehrbuch. Haupt, Bern/Stuttgart/Wien 1995.
- Alternativentwurf Schiedsgerichtsbarkeit – Schweizerische Zivilprozessordnung, dritter Teil, Schiedsgerichtsbarkeit, Art. 1–40. Entwurf mit Erläuterungen. Helbing und Lichtenhahn, Basel/Genf/München 2004.
- Unsere Vorstellung von Gerechtigkeit auf dem Prüfstand. Reflexion über den Text der Kantate „Nimm, was dein ist, und gehe hin“, BWV 144 von Johann Sebastian Bach. J. S. Bach-Stiftung, St. Gallen 2013.[1]
  - Nimm, was dein ist, und gehe hin. Kantate BWV 144. Rudolf Lutz, Chor und Orchester der J. S. Bach-Stiftung, Nuria Rial (Sopran), Markus Forster (Altus), Raphael Höhn (Tenor). Samt Einführungsworkshop sowie Reflexion von Gerhard Walter. DVD. Gallus Media, St. Gallen 2014.

### Herausgeberschaft
- Internationales Privat- und Verfahrensrecht – Texte und Erläuterungen. Stämpfli, Bern ab 1999.